# Dragoslav Poleksić
Dragoslav Poleksić (in serbo Драгослав Полексић?; Nikšić, 24 aprile 1970) è un ex calciatore montenegrino e precedentemente jugoslavo, fino alla definitiva conclusione dell'esperienza federativa della Jugoslavia avvenuta nel 2003, nonché serbo-montenegrino, fino alla scissione della Serbia e Montenegro in due stati indipendenti occorsa nel 2006, di ruolo portiere.